# Yelicones divaricatus
Yelicones divaricatus är en stekelart som beskrevs av Papp 1992. Yelicones divaricatus ingår i släktet Yelicones och familjen bracksteklar. Inga underarter finns listade i Catalogue of Life.